# 大普拉武恰
49°35′33″N 25°13′19″E / 49.59250°N 25.22194°E
大普拉武恰（烏克蘭語：Велика Плавуча），是烏克蘭的村落，位於該國西部捷爾諾波爾州，由捷尔诺波尔区負責管轄，始建於1530年，面積0.42平方公里，2001年人口728，人口密度每平方公里1,733.3人。